# Nasa (pesca)

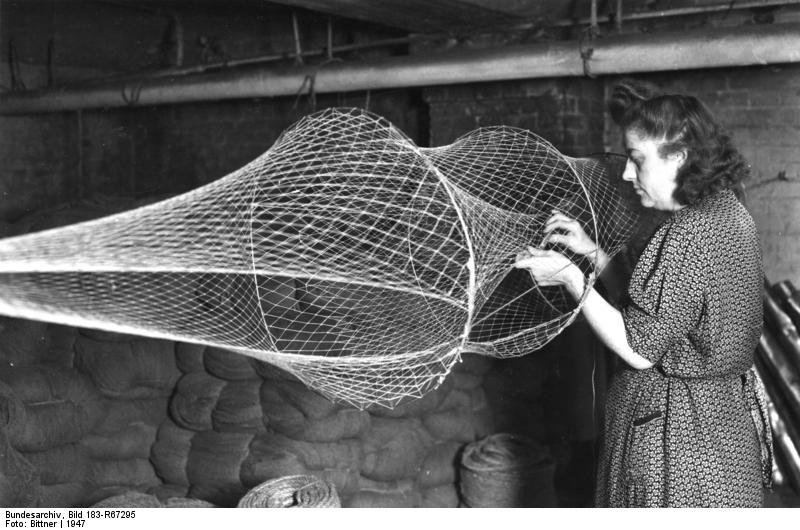
Nasa de red.

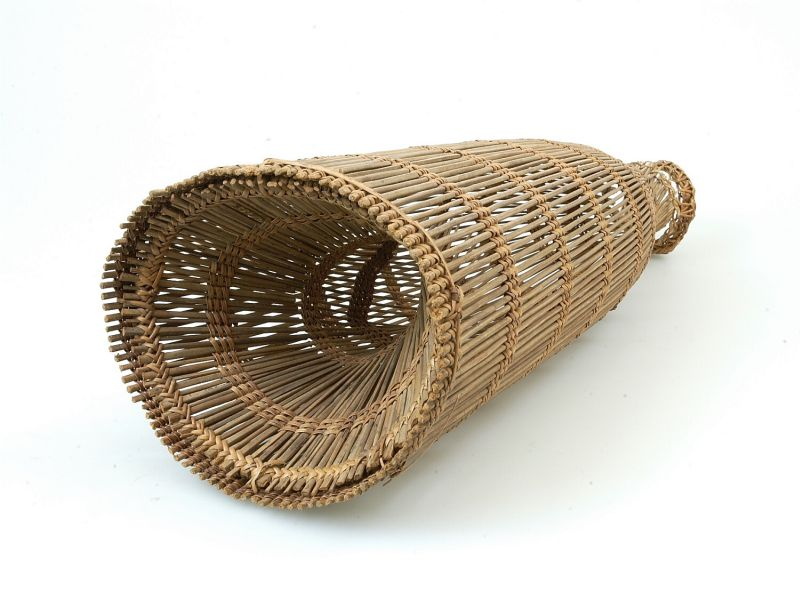
Nasa de juncos.

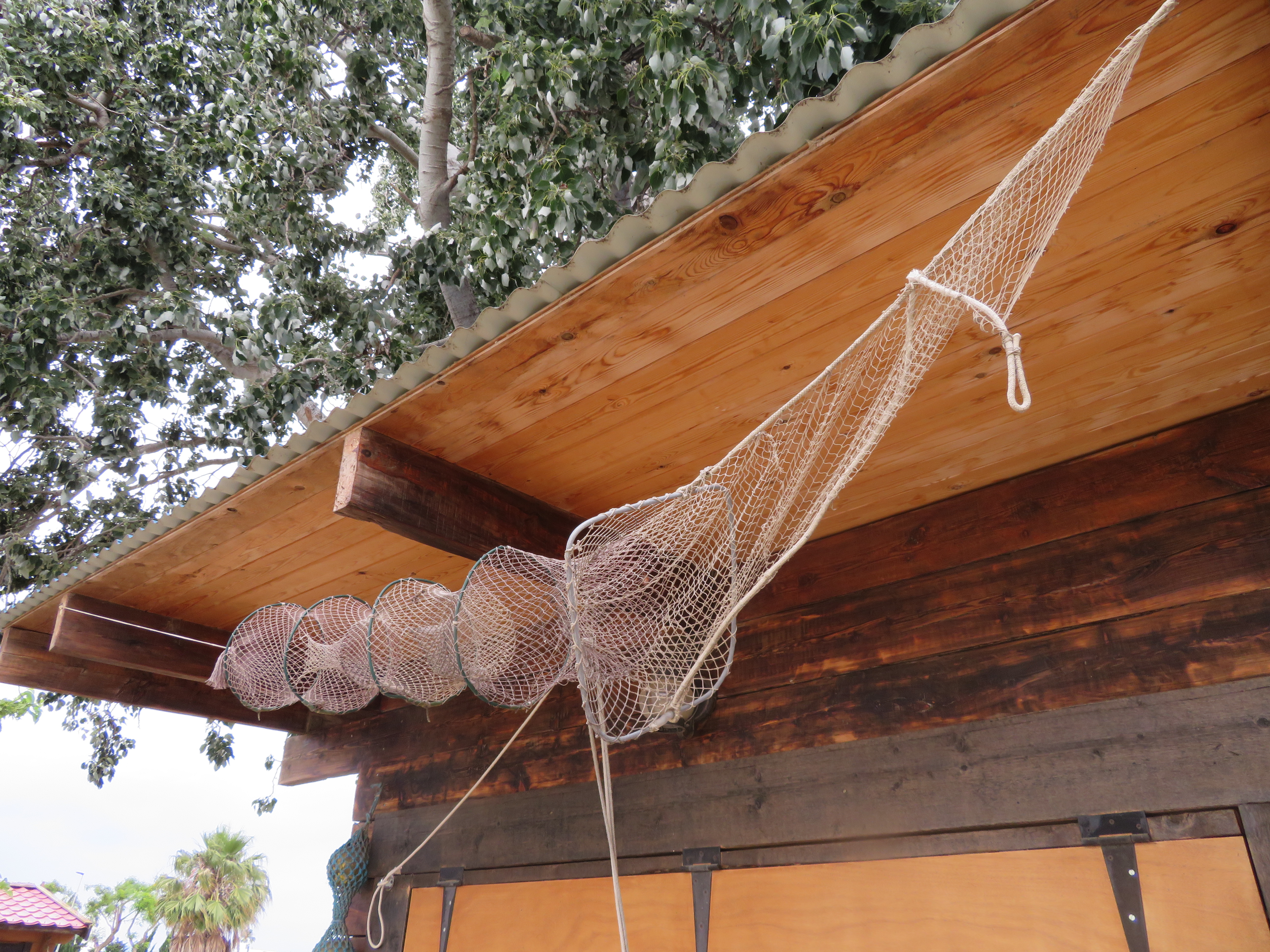
"Mornell", nasa, antiguo artilugio para pescar anguilas y peces (Delta del Ebro).

La nasa es una red de pesca pasiva, consistente en una forma de cilindro que se va estrechando (forma de embudo invertido), de forma que cuando la presa (principalmente crustáceos, peces y cefalópodos) entra en la red, va dirigido su recorrido, cayendo en un depósito del que le es imposible salir. Se usa con un cebo que incite a los peces u otros animales a introducirse.
La estructura base consiste en un esqueleto de madera, cuya base es de mayor tamaño que su parte superior y estas se encuentran unidos por varillas colocadas en sentido vertical. Dicha estructura se encuentra forrada por varillas del mismo material pero de menor espesor, colocadas en sentido longitudinal en cada plano.
La nasa presenta en su parte superior la tapa construida también de madera la que lleva incorporada la boca de entrada confeccionada en plástico. El vaciado de este tipo de nasas se hace por la tapa.
Se fabrica no solo con red sino también con otros materiales como juncos. El diseño utilizado para estas nasas es de forma troncocónica, conformado por una estructura rígida de metal que da forma a la nasa y paño de red que cubre esta estructura. La estructura base consiste en dos aros de metal, unidos por varillas también metálicas colocadas en sentido vertical las que le dan una altura determinada. Uno de los aros cumple la función de base circular, mientras el otro aro de menor tamaño que el anterior conforma la parte superior de la nasa.

## Variedades

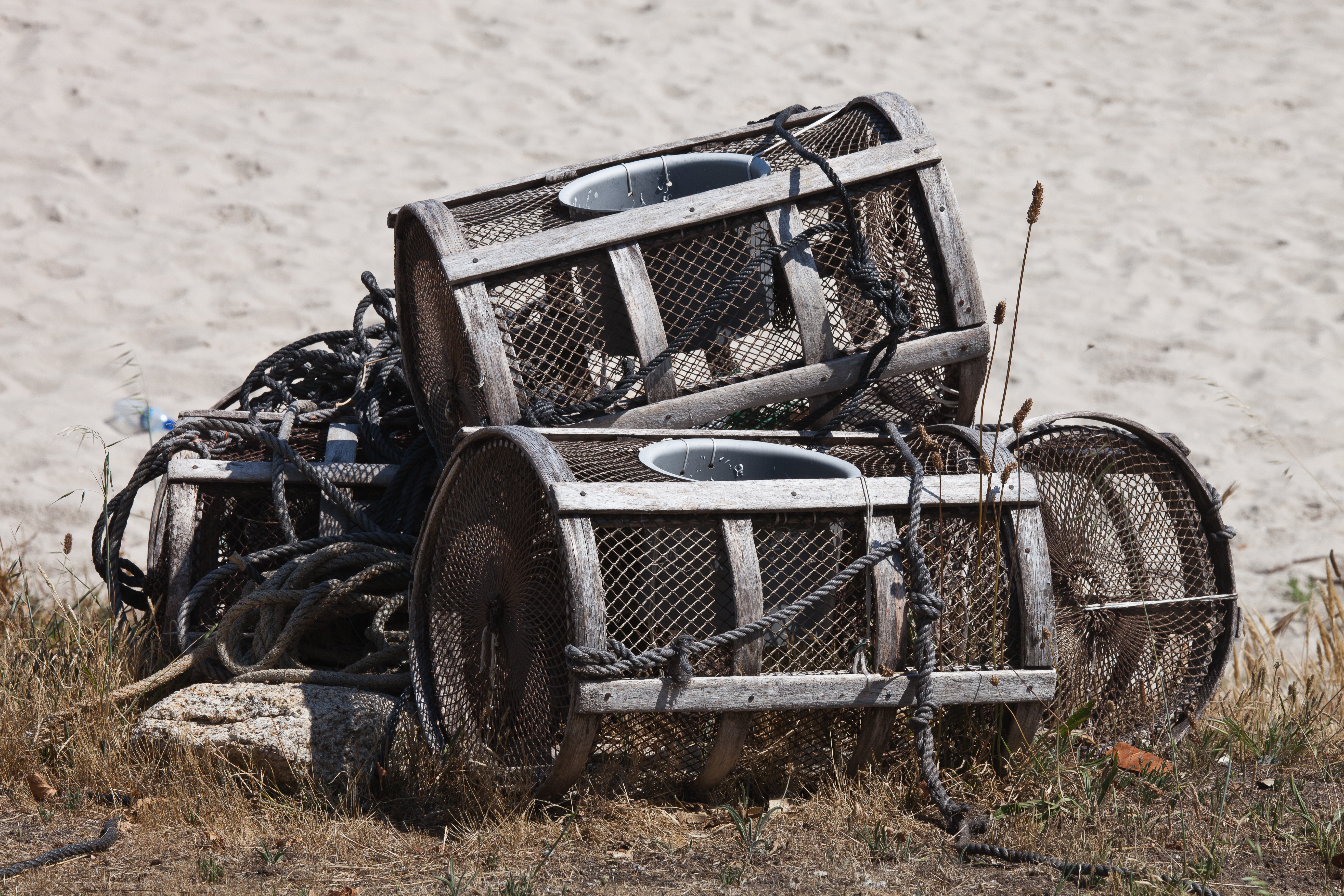
Nasas en la playa de Louro, Muros.

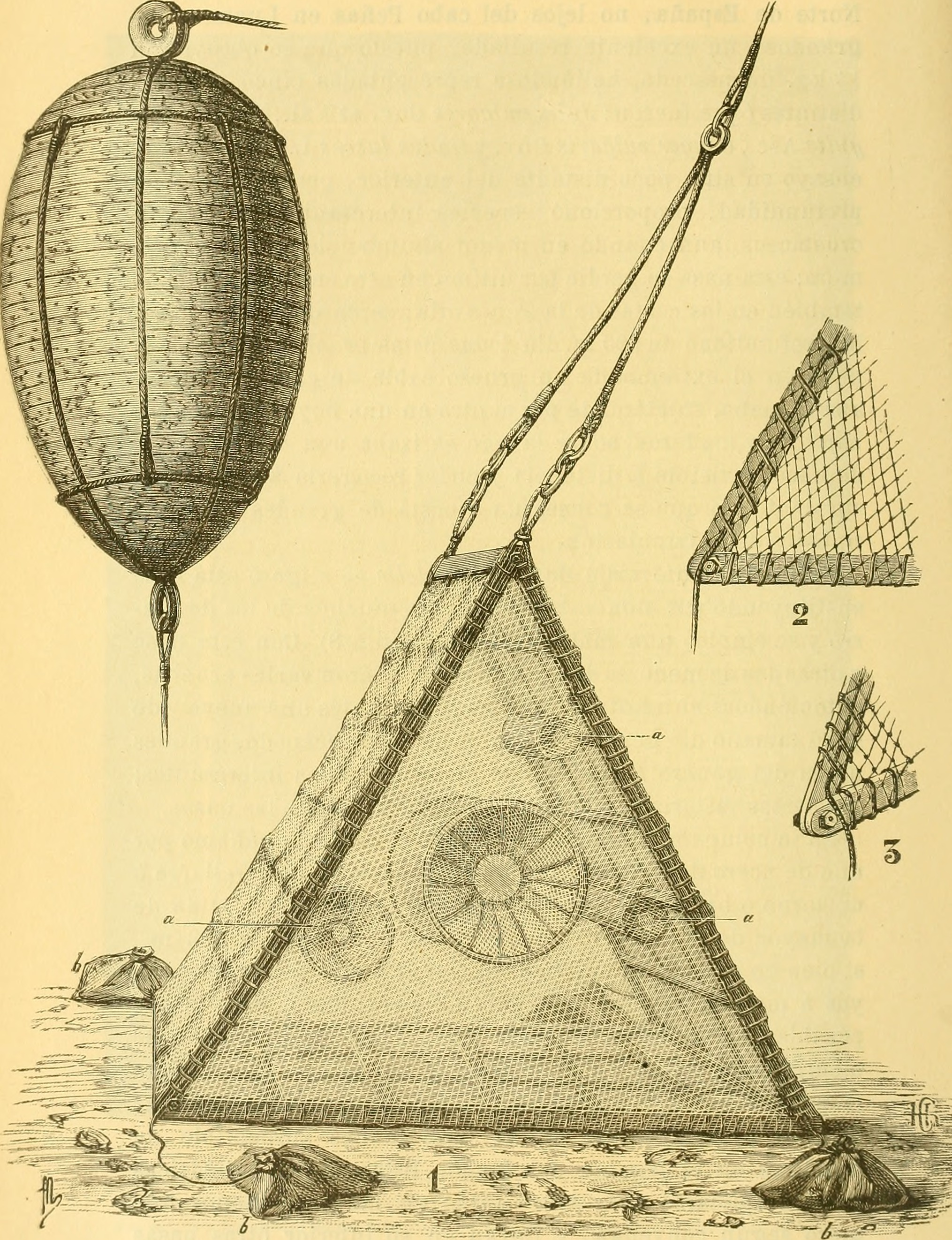
Nasa poliédrica, en Anales de la Sociedad Española de Historia Natural (1891).

Se trata de una de las artes de pesca más antiguas y tradicionales, que puede encontrarse en múltiples culturas ribereñas y costeñas. En España es un arte muy usada en Canarias, la costa cantábrica y en Galicia. Se disponen a lo largo de la línea madre a espacios regulares tumbadas sobre el fondo marino y moviéndose a merced de las corrientes. Este tipo de arte se utiliza para la pesca del besugo (Pagrus pagrus). También recibe el nombre de nasa un tipo de cesta que los pescadores usan para transportar el pescado recogido. Otro tipo de nasa que se utiliza en Uruguay tiene forma de campana y presenta dos bocas, la inferior que cumple la función de entrada de la captura y en la parte superior la salida por la que se saca la captura para ser procesada.  En Ecuador, se le llama batán a una trampa de peces de río, típica de los tsáchilas. En Chile se denominaba llolle, siendo principalmente usada en riachuelos y ríos, o adosada a corrales de pesca marinos. 

### Nasas para crustáceos
El diseño utilizado para estas nasas es de forma prismática, conformado por una estructura rígida de madera que da forma a la nasa y varillas del mismo material cubriendo esta estructura. La nasa se utiliza mucho en la captura de mariscos, como el centollo, el bogavante o la langosta, aunque también algunas otras especies piscícolas.

### Cebo
Se suele utilizar cangrejo como cebo. Para atraer moluscos, se usan peces (siendo el jurel y la sardina los más empleados).